# Talaiot
Il talaiot (talayot in spagnolo significa piccola torre di guardia) è una costruzione megalitica a forma di torre che si trova nelle due isole Baleari maggiori (Gimnesie), ossia Minorca e Maiorca. Essendo questo il monumento preistorico più diffuso nelle due isole, la civiltà talaiotica è una tra le più studiate della preistoria baleare. 
Sono molto simili ai nuraghi della Sardegna, alle torri della Corsica nonché ai sesi di Pantelleria.

## Caratteristiche

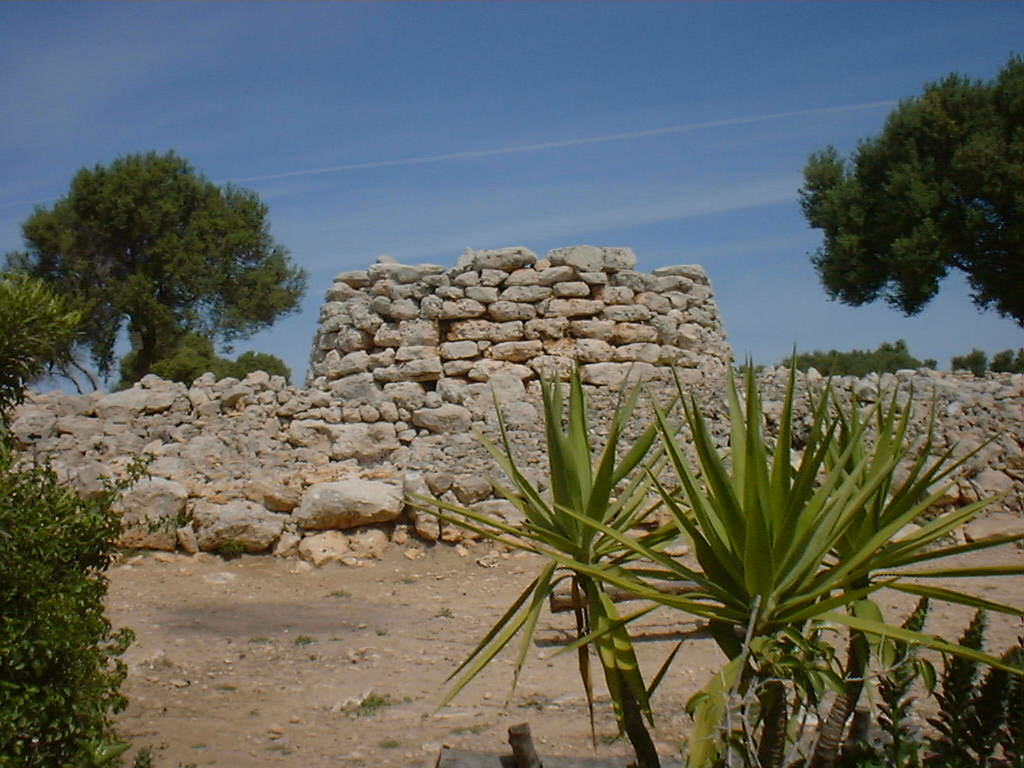
Talaiot circolare a Maiorca

La tecnica costruttiva, a base di grandi pietre incastonate "a secco", senza cemento né calce, si chiama tuttora "tecnica ciclopica" o meglio poligonale in riferimento alle costruzioni della civiltà micenea della Grecia antica. Questo termine non deve però essere confuso con il termine Megalitico che caratterizza invece le opere delle diverse civiltà costruttrici dei dolmen. Il nome "talaiot" proviene dal nome spagnolo "atalaya" usato per riferirsi alle torri di vedetta, infatti tanto per forma che per ubicazione, questi monumenti appaiono proprio come delle torri di vigilanza e di difesa.

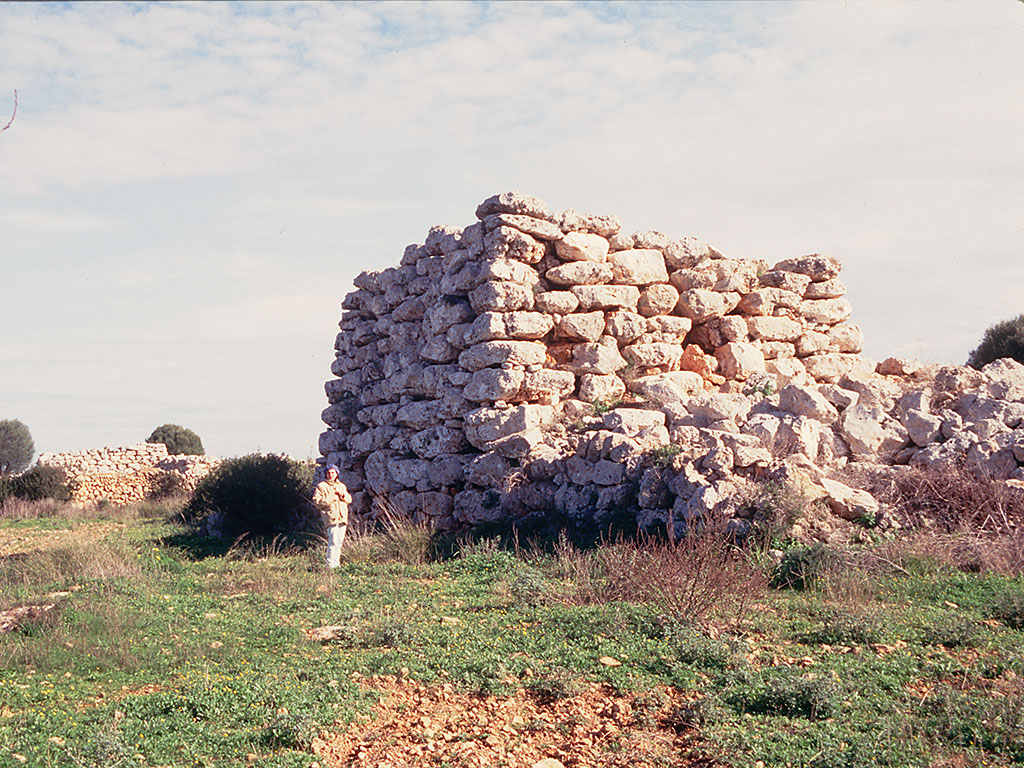
Talaiot quadrato a Maiorca

A Maiorca, la maggior parte dei talaiot appartengono a due classi abbastanza differenti l'una dall'altra: si possono infatti trovare sia talaiot circolari che a pianta quadrata. Quelli circolari sono i più diffusi, le misure medie delle loro dimensioni oscillano dagli 8 ai 17 metri di diametro e solitamente li si ritrova rivolti verso altre strutture simili. I talaiot quadrati sono di pianta più o meno regolare, quasi sempre con due pareti orientate verso il solstizio di Sole, le cui misure sono molto precise e quasi sempre dai dieci sino a massimo undici metri di lato.
Anche la loro ubicazione geografica è caratteristica del tipo di costruzione: mentre i talaiot circolari possono trovarsi in abitati, isolati o in centri cerimoniali, i talaiot quadrati si trovano praticamente sempre integrati in centri cerimoniali. Caratteristica comune a tutte le strutture è quella di possedere una sola entrata, un corridoio che attraversa i grossi muri (di circa quattro metri di diametro), e una camera interna con una colonna centrale.

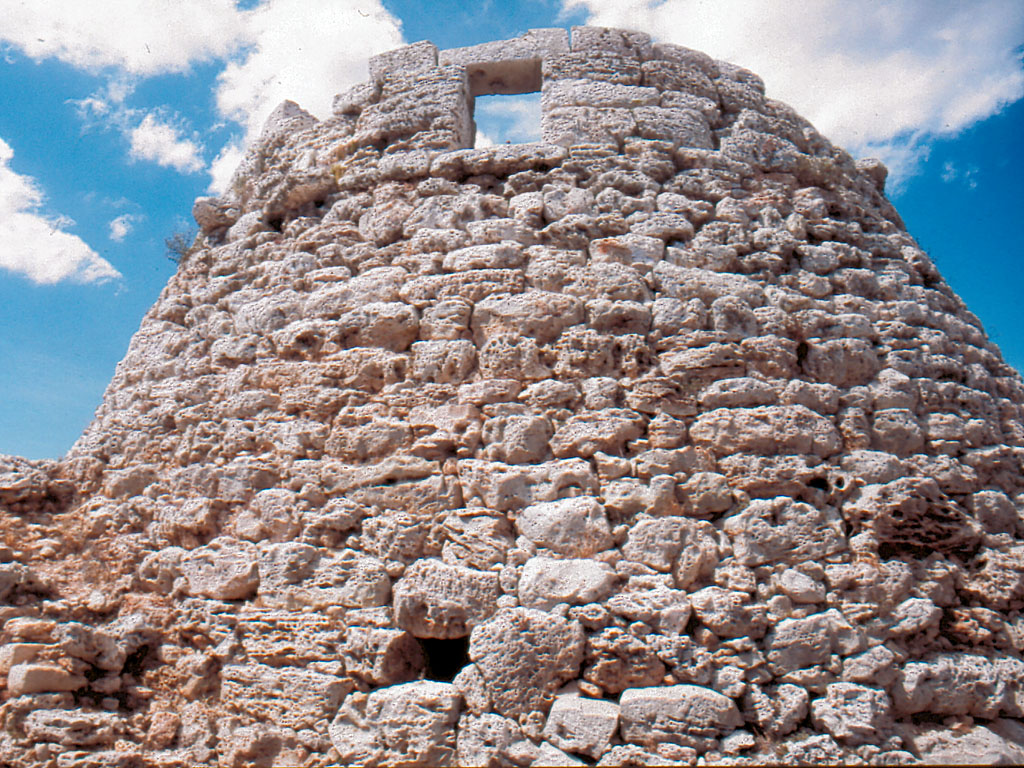
Talaiot di Torellonet Vell, Minorca

A Minorca invece si incontrano talaiot che possono essere sia di forma circolare che ovale, oltre ad essercene anche alcuni con una forma rettangolare o absidale. Sono in genere più grandi rispetto a quelli presenti nell'isola di Maiorca arrivando ad avere diametri sino a 30 metri. Alcuni sono troncoconici, altri a scaloni oppure presentano una rampa a forma di spirale. Possono essere molto compatti con qualche corridoio molto stretto al loro interno oppure alcuni di essi posseggono ampie camere che li accomunano con quelli di Maiorca. Fra i siti archeologici più importanti presenti sull'isola vi è quello di Sa Cudia Cremada, nei pressi di Mahón.